# Saint-Léonard (Montréal)
Saint-Léonard (St. Leonard in inglese) è un quartiere (arrondissement o borough) della città canadese di Montréal, in Québec. Comune autonomo, fu annesso alla città nel 2002. La città originariamente si chiamava St-Léonard de Port Maurice, essendo dedicata a Leonardo da Porto Maurizio.

## Società

### Etnie e minoranze straniere
| Origine etnica | Popolazione | Percentuale |
| -------------- | ----------- | ----------- |
| Italiani       | 27.590      | 39.69%      |
| Canadesi       | 18.915      | 27.21%      |
| Francesi       | 9.290       | 13.36%      |
| Haitiani       | 3.815       | 5.5%        |
| Libanesi       | 2.005       | 2.88%       |
| Irlandesi      | 1.360       | 1.96%       |
| Spagnoli       | 1.190       | 1.71%       |
| Algerini       | 1.155       | 1.66%       |
| Arabi          | 1.155       | 1.66%       |
| Portoghesi     | 1.070       | 1.54%       |

| Lingua             | 1996   | 2001   | 2006   |
| ------------------ | ------ | ------ | ------ |
| Francese           | 28.140 | 25,935 | 23,440 |
| Inglese            | 4.890  | 4,905  | 6,265  |
| Inglese e francese | 870    | 520    | 335    |
| Altre lingue       | 37.425 | 38,155 | 41,480 |
| Popolazione        | 71.325 | 69,604 | 71,730 |

#### Presenza italo-canadese
Il quartiere ha un'alta concentrazione di italo-canadesi lungo la Riviere-des-Prairies (RDP), che ha superato la tradizionale Petite Italie di Montreal; infatti quest'ultimo quartiere si è rapidamente gentrificato, diventando un centro per la cultura italiana della città con numerose istituzioni culturali e imprese commerciali che serve la seconda comunità più popolosa della città. Di conseguenza molti servizi sono disponibili in italiano, oltre che in inglese e francese, lingue ufficiali del Paese.